# پائولا استراسبرگ
پائولا استراسبرگ (انگلیسی: Paula Strasberg؛ زاده‌شده با نام پرل میلر (انگلیسی: Pearl Miller)؛ ۸ مارس ۱۹۰۹ – ۲۹ آوریل ۱۹۶۶) بازیگر روی صحنهٔ اهل ایالات متحده آمریکا بود. او دومین همسر لی استراسبرگ، و مادر بازیگران جان و سوزان استراسبرگ، و همچنین مربی بازیگری و همدم و محرم اسرار مریلین مونرو بود.

## فعالیت حرفه‌ای
استراسبرگ با نام پرل میلر در یک خانواده یهودی متولد شد، او نخستین حضور خود را در تئاتر برادوی در سال ۱۹۲۷ با حضور در نمایش آهنگ گهواره تجربه کرد. دو سال بعد با همسر اولش هری استاین ازدواج کرد، اما در سال ۱۹۳۵ از او جدا شد. او از این ازدواج هیچ فرزندی نداشت. استراسبرگ تا پیش از حضور در نمایش من و مولی در سال ۱۹۴۸، در بیش از ۲۰ نقش صحنه‌ای ظاهر شد. او که عضو مادام‌العمر اکتورز استودیو بود، در سال ۱۹۳۵ و درست چند روز پس از پایان زندگی مشترک خود با هری استاین، با لی استراسبرگ ازدواج کرد.

## زندگی شخصی
فرزندان او سوزان استراسبرگ (۱۹۳۸–۱۹۹۹) و جان استراسبرگ (زادهٔ ۱۹۴۱) نیز بازیگر بودند. سوزان مادرش را به‌عنوان «مادری یهودی [که] ترکیبی [است] از حاضری‌فروشی و داروسازی» توصیف می‌کرد.

## مرگ
پائولا استراسبرگ در ۲۹ آوریل ۱۹۶۶ در سن ۵۷ سالگی بر اثر سرطان مغز استخوان در بیمارستان بث اسرائیل واقع در منهتن درگذشت و در گورستان وستچستر هیلز واقع در هستینگز-آن-هادسون، شهرستان وستچستر، نیویورک به خاک سپرده شد. همسرش او، دو فرزندش و یک خواهر کوچک‌تر او به نام بئاتریس پس از درگذشت او به زندگی خود ادامه دادند.